# Вальтерсвіль (Берн)
Вальтерсвіль (нім. Walterswil BE) — громада  в Швейцарії в кантоні Берн, адміністративний округ Верхнє Ааргау.

## Географія
Громада розташована на відстані близько 32 км на північний схід від Берна.
Вальтерсвіль має площу 7,9 км², з яких на 5% дозволяється будівництво (житлове та будівництво доріг), 73,4% використовуються в сільськогосподарських цілях, 21,6% зайнято лісами, 0% не є продуктивними (річки, льодовики або гори).

## Демографія
2019 року в громаді мешкало 541 особа (+0,2% порівняно з 2010 роком), іноземців було 2,6%. Густота населення становила 69 осіб/км².
За віковим діапазоном населення розподілялося таким чином: 21,8% — особи молодші 20 років, 56,9% — особи у віці 20—64 років, 21,3% — особи у віці 65 років та старші. Було 201 помешкань (у середньому 2,7 особи в помешканні).
Із загальної кількості 220 працюючих 134 було зайнятих в первинному секторі, 50 — в обробній промисловості, 36 — в галузі послуг.